# Android (operativsystem)

Den tidigare logotypen för Android (2007-2014).

Android är ett mobilt operativsystem för främst smartphones och pekplattor, som ursprungligen utvecklades av Android Inc., ett företag som senare blev uppköpt av Google 2005. Plattformen standardiseras av Google och andra medlemmar av konsortiet Open Handset Alliance, som släppte operativsystemet 2007. Android Open Source Project (AOSP) leds av Google och är ansvariga för vidareutveckling av Android.
Androidbaserade enheter hade störst marknadsandel av smartphones som såldes i USA under det andra och tredje kvartalet 2010, med en marknadsandel på 43,6 procent under det tredje kvartalet.
Android har ett stort antal utvecklare av tillämpningsprogram, kallade mobila appar och widgets, som utökar enheternas funktionalitet. Många av apparna finns tillgängliga online på Google Play, som drivs av Google. Appar kan dock även laddas ner från tredje parter, utom på AT&T, som inte tillåter detta. Apparna skrivs i Java-kod och även XML, som körs på den virtuella maskinen Dalvik eller i senare versioner ART. 
Android har en modifierad Linux-kärna och källkoden är släppt av Google under öppen källkod-licens. Operativsystemets programvara består av Java-applikationer som drivs på en Java-baserad objektorienterad applikationsstruktur ovanpå ett Java-bibliotek som kör i en virtuell maskin med JIT- eller AOT-kompilator. Bibliotek skrivna i programspråket C inkluderar OpenCore, skärmhanteraren, multimediastrukturen, relationsdatabashanteringssystemet SQLite, 3D-grafiks OpenGL ES-API, Webkit, SGL-grafikmotorer, SSL och Bionic libc. Operativsystemet bestod 2010 av 12 miljoner rader av koder som innehåller tre miljoner rader Xml, 2,8 miljoner rader C, 2,1 miljoner rader Java och 1,75 miljoner rader C++. Den första mobilen utvecklad för Android och ämnad för användare, HTC Dream, presenterades den 23 september 2008.
I maj 2013 hade 48 miljarder appar installerats från Google Play Store och den 3 september 2013 hade 1 miljard Android-enheter aktiverats.

## Historia
Namnet Android kommer från början av först och främst Andy Rubin som grundade företaget Android Inc. 2003. Rubin har tidigare arbetat hos Apple Inc. Hans målsättning var att mobila enheter skulle anpassas efter användarens krav och personlighet. Google köpte sedan upp Android i augusti 2005 och det gjorde att utvecklingen fick en skjuts framåt, man gjorde Android till ett mobilt operativsystem som var baserat på Linux.
Efter många rykten om en "Googlemobil" presenterades projektet den 5 november 2007 med grundandet av Open Handset Alliance, ett konsortium av 78 maskinvaru-, programvaru- och telekommunikationsföretag hängivna åt att lyfta fram öppna standarder för mobiltelefoner. Av dessa har Google fått den mest framträdande rollen. Google släppte det mesta av Android-koden under Apache Software License, en fri programvaru- och öppen källkodslicens.
Under 2011 släpptes Honeycomb (versionsnummer 3.0) som är en speciell Androidversion framtagen för surfplattor, vilket gjordes att Android delades upp i två olika versioner. Dock är Android 4.0 återigen avsedd för både telefoner och surfplattor.

## Google Play
Google Play är den officiella tjänsten för nedladdning av applikationer till Androidenheter. Antal applikationer passerade 400 000 i mars 2012. Utvecklarna av Android, Google, presenterade Google Android Market 28 augusti 2008, 22 oktober samma år blev tjänsten tillgänglig för användarna. Betalapplikationer har varit tillgängliga i USA och Storbritannien sedan februari 2009, och för 29 andra länder (däribland Finland och Sverige) sedan september 2010.
I mitten av september 2011 hade över 6 miljarder appar laddats ner från Android Market.
Den 6 mars 2012 bytte Google namn på Android Market till Google Play.
Google Play har idag i många länder, förutom applikationer till enheter som kör Android, även försäljning av musik, film och e-böcker.

## Användningsområden
Operativsystemet Android används på smarttelefoner, surfplattor, Android Wear, Android TV, Android Auto och andra enheter.
Den första telefonen tillgänglig för allmänheten var HTC Dream, också känd som T Mobile G1, denna mobiltetefon släpptes den 22 oktober 2008.
Under hösten 2014 presenterade Google en version av Android kallad "Android Wear". Denna version är designad med bärbar teknik (eng. Wearable Technology) i åtanke, till exempel Smarta Klockor (Smartwatch) såsom LG G Watch R.

## Sekretess
Smartphones med Android som operativsystem har förmågan att vidarebefordra information om WiFi-accesspunkter som smartphonen kommer i kontakt med, detta görs för att bygga upp en databas med accesspunkter. Dessa databaser används i sin tur för att kunna lokalisera smartphones vid användandet av appar och som t.ex. Latitude samt funktioner som platsbaserad annonsering.
Tredjepartsappar, såsom det forskningsfinansierade projektet TaintDroid, har i vissa fall förmågan att övervaka när personlig information vidarebefordras från applikationer på enheten vidare till fjärrservrar.

## Öppen källkodsgemenskap
Android har en aktiv gemenskap av utvecklare som använder källkoden från Android för att utveckla och distribuera sina egna modifierade versioner av operativsystemet. CyanogenMod är den mest använda av dessa modifierade versioner.

## Utvecklingsverktyg
Android Development Tools är ett insticksprogram till utvecklingsverktyget Eclipse som används för att skapa appar till android.
I december 2014 lanserade Google Android Studio baserat på IntelliJ, vilket ersatte Eclipse som officiellt IDE för Android-apputveckling.

## Versionshistorik
| Version     | Kodnamn            | Första utgivningsdatum |
| ----------- | ------------------ | ---------------------- |
| 1.0         |                    | 23 september 2008      |
| 1.1         | Petit Four         | 9 februari 2009        |
| 1.5         | Cupcake            | 30 april 2009          |
| 1.6         | Donut              | 15 september 2009      |
| 2.0 – 2.1   | Eclair             | 26 oktober 2009        |
| 2.2 – 2.2.3 | Froyo              | 20 maj 2010            |
| 2.3 – 2.3.7 | Gingerbread        | 16 december 2010       |
| 3.0 – 3.2.6 | Honeycomb          | 22 februari 2011       |
| 4.0 – 4.0.4 | Ice Cream Sandwich | 18 oktober 2011        |
| 4.1 – 4.3.1 | Jelly Bean         | 27 juni 2012           |
| 4.4 – 4.4.4 | Kitkat             | 31 oktober 2013        |
| 5.0 – 5.1.1 | Lollipop           | 12 november 2014       |
| 6.0 – 6.0.1 | Marshmallow        | 5 oktober 2015         |
| 7.0 – 7.1.2 | Nougat             | 22 augusti 2016        |
| 8.0 – 8.1   | Oreo               | 21 augusti 2017        |
| 9.0         | Pie                | 6 augusti 2018         |
| 10.0        | 10                 | 3 september 2019       |
| 11.0        | 11                 | 8 september 2020       |
| 12.0        | Snow Cone          | 4 oktober 2021         |
| 12L         | Snow Cone v2       | 7 mars 2022            |
| 13          | Tiramisu           | 15 augusti 2022        |
| 14          | Upside Down Cake   | 4 oktober 2023         |

Honeycomb är en version som riktar sig mot surfplattor och har stöd för större skärmar, flerkärniga processorer och hårdvaruaccelererad grafik. Ice Cream Sandwich är riktat till både mobiltelefoner och surfplattor.
Google döper de olika versionerna av Android efter efterrätter eller sötsaker med första bokstaven i bokstavsordning. Varför Google valt att döpa versionerna på detta vis vill företaget inte svara på. Android 1.1 kallades av allmänheten för "Petit Four", men detta var aldrig ett officiellt namn.

## Kompatibilitet
Android stöder ett flertal olika processorarkitekturer. Vanligast är ARM. Billiga surfplattor har ofta MIPS-processorer. x86 och Power Architecture stöds också men är inte så vanligt förekommande. Många appar som finns på Google Play innehåller enbart Java bytekod, och fungerar därmed i allmänhet på samtliga plattformar, men av dem som även innehåller maskinkod (så kallade native-klasser, kompilerade från C-kod med Android Native Development Kit) stöder de flesta endast ARM-baserade Androidenheter. Antalet appar specifikt för MIPS-baserade Androidenheter är ganska lågt. Det pågår arbete att implementera arm-emulator av samma typ som finns till Android-utvecklingsverktygen som körs under Windows vilket då möjliggör användning av ARM-specifika appar i MIPS-baserade enheter.